# Ralph Leonhardt
Ralph Leonhardt (* 14. Oktober 1967) ist ein ehemaliger deutscher Nordischer Kombinierer.

## Werdegang
Der Hammerbrücker Leonhardt, der in Klingenthal trainierte, startete ab 1988 im Weltcup der Nordischen Kombination. Am 29. Dezember 1988 landete er als Fünfter in Oberwiesenthal erstmals in den Punkterängen. Es blieb in seinem ersten Weltcup-Jahr die einzige Platzierung innerhalb der Punkte und zudem im Laufe seiner Karriere die beste Platzierung überhaupt im Weltcup. Bei den Nordischen Skiweltmeisterschaften 1989 in Lahti gewann er im Teamwettbewerb gemeinsam mit Bernd Blechschmidt und Thomas Abratis die Bronzemedaille. Bei den DDR-Skimeisterschaften 1989 in Oberwiesenthal wurde er Vierter im Einzel und gewann mit Abratis den Mannschaftssprint. Damit sicherte er sich nach Gold im Mannschaftswettbewerb bei den DDR-Skimeisterschaften 1988 in Oberhof seinen zweiten nationalen Titel.
Im folgenden Winter 1989/90 gelang ihm in Reit im Winkl als 13. noch einmal der Sprung in die Punkteränge. Mit den gewonnenen drei Punkten beendete er die Saison als 31. der Weltcup-Gesamtwertung. Ab dem Winter 1990/91 startete Leonhardt als Mitglied des gesamtdeutschen Kaders im B-Weltcup, dem heutigen Continental Cup. Dabei erreichte er in Schwarzach im Pongau am 29. Februar 1992 sein bestes Resultat in der B-Serie. 1994 beendete Leonhardt seine aktive Karriere.

## Statistik

### Weltcup-Platzierungen
| Saison  | Platz | Punkte |
| ------- | ----- | ------ |
| 1988/89 | 26.   | 11     |
| 1989/90 | 31.   | 03     |

### B-Weltcup-Platzierungen
| Saison  | Platz | Punkte |
| ------- | ----- | ------ |
| 1990/91 | 19.   | 16     |
| 1991/92 | 16.   | 27     |
| 1992/93 | 08.   | 42     |
| 1993/94 | 39.   | 12     |